# Tordátfalva
Tordátfalva (románul Turdeni) település Romániában, Hargita megyében. Az 1333-as évi pápai tizedjegyzékben templomos egyházként szerepel.
Lakosságának létszáma 93 fő 2011-ben (folyamatosan csökken).
Az egyházközségnek az Egyesült Államokbeli amesi gyülekezettel van testvérkapcsolata.

## A falu jeles szülöttei
- Pap Mózes tanárigazgató.
- Gombos Sámuel (1843-1918) pap, tanár.
- Dr. Boros György (1855-1941) tanulmányíró, egyházi író, unitárius püspök.
- Boros Jenő (1894-1936) tanárigazgató.
- Derzsi Károly (1849-1905) unitárius lelkész, tanár.
- Rugonfalvi Kiss István történetíró, egyetemi tanár.
- Varga Rozália (1938-1992) nevelő.